# European Rugby Challenge Cup 2015-16
La temporada 2015-16 de la European Challenge Cup fue la 20.ª edición de la segunda competición continental del rugby europeo.

## Modo de disputa
El número de equipos participantes es de 20, divididos en 5 grupos con 4 equipos por grupo. Los equipos disputarán una liguilla en un formato de ida y vuelta de todos contra todos, de aquí los ganadores de cada grupo y los tres mejores segundos pasarán de ronda. Tras las 6 jornadas correspondientes a esta primera fase, se desarrollan los cuartos de final y semifinales, a un solo partido, y la final.

### Sistema de puntuación
Los cuatro participantes se agrupan en una tabla general teniendo en cuenta los resultados de los partidos mediante un sistema de puntuación, la cual se reparte:
- 4 puntos por victoria.
- 2 puntos por empate.
- 0 puntos por derrota.

También se otorga punto bonus, ofensivo y defensivo:
- El punto bonus ofensivo se obtiene al marcar cuatro (4) o más tries.
- El punto bonus defensivo se obtiene al perder por una diferencia de hasta siete (7) puntos.

### Criterio de desempate
Si dos clubes del mismo grupo terminan con la misma cantidad de puntos, su clasificación será determinada por los resultados de los dos partidos jugados entre los equipos en cuestión de la siguiente manera:
1. el club con la mayor cantidad de puntos obtenidos en los dos partidos.
2. el club con la mayor cantidad de puntos a favor obtenidos en los dos partidos.
3. el club que haya conseguido más tries en los dos partidos.

Si sigue sin resolverse o los clubes no se han enfrentado en la fase de grupos se determinará de la siguiente manera:
1. el que tenga mejor diferencia de puntos en la fase de grupos.
2. el que tenga mayor cantidad de tries en la fase de grupos.
3. el que tenga menos jugadores sancionados durante la fase de grupos.
4. por sorteo.

## Fase de grupos
|  | Ganador de cada grupo, pasa a cuartos de final.           |
|  | Tres mejores segundos de grupo, pasan a cuartos de final. |

### Grupo 1
| Equipo            | PJ | PG | PE | PP | PF  | PC  | Dif. | Bonus | Pts. |
| ----------------- | -- | -- | -- | -- | --- | --- | ---- | ----- | ---- |
| Connacht Rugby    | 6  | 4  | 0  | 2  | 147 | 96  | 51   | 3     | 19   |
| Newcastle Falcons | 6  | 3  | 0  | 3  | 137 | 97  | 40   | 4     | 16   |
| Brive             | 6  | 3  | 0  | 3  | 114 | 88  | 26   | 4     | 16   |
| Enisey-STM        | 6  | 2  | 0  | 4  | 63  | 180 | -117 | 0     | 8    |

### Grupo 2
| Equipo                | PJ | PG | PE | PP | PF  | PC  | Dif. | Bonus | Pts. |
| --------------------- | -- | -- | -- | -- | --- | --- | ---- | ----- | ---- |
| Sale Sharks           | 6  | 5  | 0  | 1  | 154 | 78  | 76   | 3     | 23   |
| Newport Gwent Dragons | 6  | 4  | 0  | 2  | 151 | 117 | 34   | 4     | 20   |
| Castres Olympique     | 6  | 3  | 0  | 3  | 124 | 136 | -12  | 3     | 15   |
| Pau                   | 6  | 0  | 0  | 6  | 68  | 166 | -98  | 0     | 0    |

### Grupo 3
| Equipo        | PJ | PG | PE | PP | PF  | PC  | Dif. | Bonus | Pts. |
| ------------- | -- | -- | -- | -- | --- | --- | ---- | ----- | ---- |
| Harlequins    | 6  | 5  | 0  | 1  | 225 | 123 | 102  | 5     | 25   |
| Montpellier   | 6  | 4  | 0  | 2  | 221 | 116 | 105  | 4     | 20   |
| Cardiff Blues | 6  | 3  | 0  | 3  | 229 | 131 | 98   | 25    | 17   |
| Calvisano     | 6  | 0  | 0  | 6  | 39  | 344 | -305 | 0     | 0    |

### Grupo 4
| Equipo             | PJ | PG | PE | PP | PF  | PC  | Dif. | Bonus | Pts. |
| ------------------ | -- | -- | -- | -- | --- | --- | ---- | ----- | ---- |
| Gloucester Rugby   | 6  | 6  | 0  | 0  | 151 | 86  | 65   | 1     | 25   |
| Zebre              | 6  | 3  | 0  | 3  | 114 | 92  | 22   | 1     | 13   |
| La Rochelle        | 6  | 2  | 0  | 4  | 100 | 127 | -27  | 2     | 10   |
| Worcester Warriors | 6  | 1  | 0  | 5  | 88  | 148 | -60  | 1     | 5    |

### Grupo 5
| Equipo          | PJ | PG | PE | PP | PF  | PC  | Dif. | Bonus | Pts. |
| --------------- | -- | -- | -- | -- | --- | --- | ---- | ----- | ---- |
| Grenoble        | 6  | 5  | 0  | 1  | 187 | 154 | 33   | 2     | 22   |
| London Irish    | 6  | 3  | 0  | 3  | 170 | 106 | 64   | 5     | 17   |
| Edinburgh Rugby | 6  | 4  | 0  | 2  | 125 | 103 | 22   | 1     | 17   |
| Agen            | 6  | 0  | 0  | 6  | 98  | 217 | -119 | 2     | 2    |

## Fase final
Los ocho equipos clasificados de la fase de grupos competirán en una primera ronda eliminatoria de cuartos de final, la cual se celebrará entre los días 9 y 10 de abril de 2017. Los cuatro equipos con la mejor clasificación en la fase de grupos, ejercerán de locales en esta fase.
Los equipos son ordenados según el siguiente orden de criterios:

### Cuartos de final
| 8 de abril de 2016 | Sale Sharks | 19 - 25 | Montpellier |  |  |

| 9 de abril de 2016 | Gloucester Rugby | 21 - 23 | Newport Gwent Dragons |  |  |

| 9 de abril de 2016 | Grenoble | 33 - 32 | Connacht Rugby |  |  |

| 9 de abril de 2016 | Harlequins | 19 - 16 | London Irish |  |  |

### Semifinales
| 22 de abril de 2016 | Harlequins | 30 - 6 | Grenoble |  |  |

| 23 de abril de 2016 | Montpellier | 22 - 12 | Newport Gwent Dragons |  |  |

### Final
| 13 de mayo de 2016 | Harlequins | 19 - 26 | Montpellier | Parc Olympique Lyonnais, Lyon   |                                 |
|                    |            | Reporte |             | Asistencia: 28.556 espectadores | Asistencia: 28.556 espectadores |

| Bandera de Francia  |
| Campeón Montpellier |
| Primer título       |